# Синхронний компенсатор

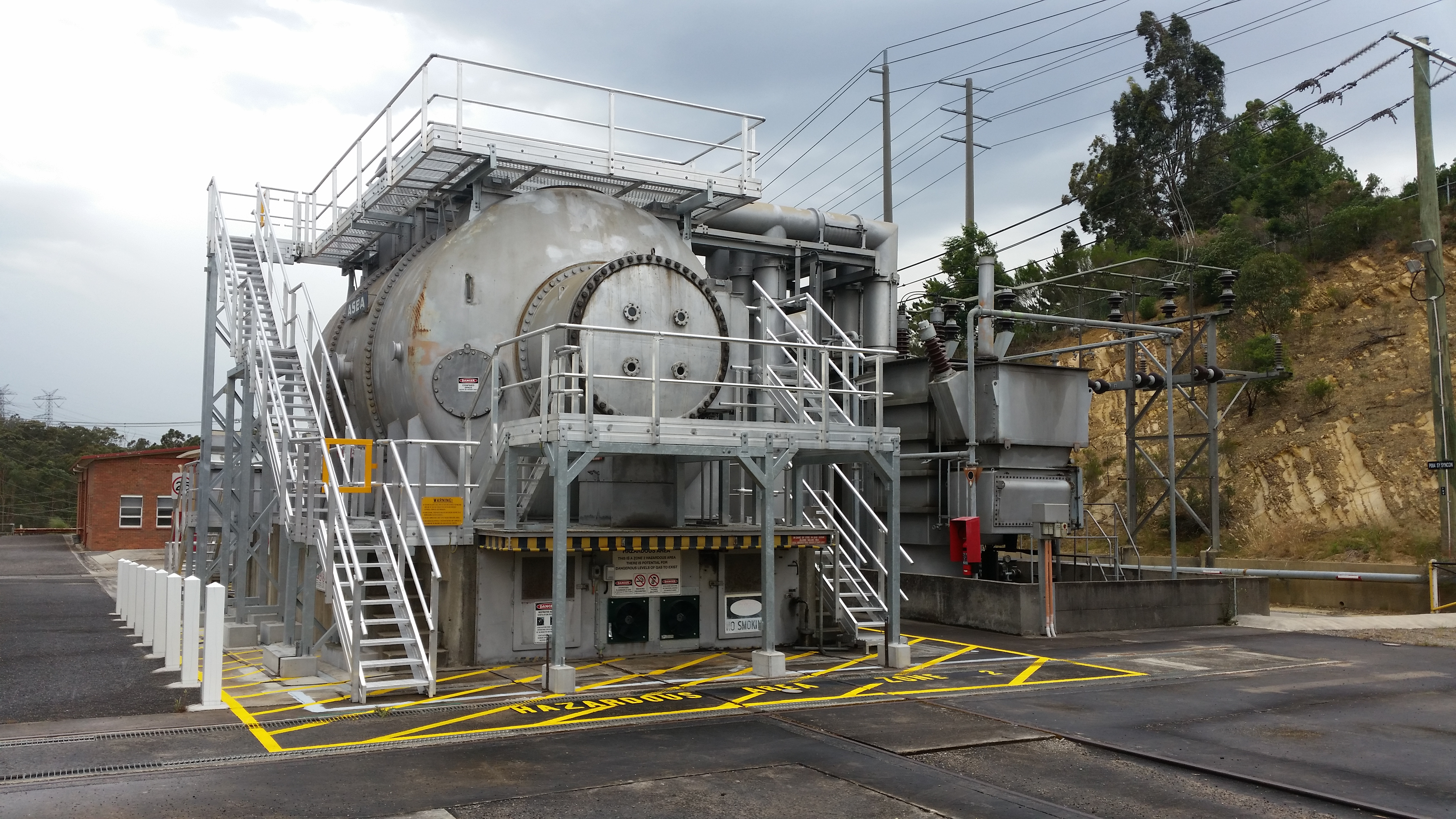
Встановлення синхронного компенсатора на підстанції Темплстоу, Мельбурн, Вікторія, Австралія. Побудований компанією ASEA у 1966 році, агрегат має водневе охолодження та потужність 125 МВА.

Синхронний компенсатор — це синхронний двигун із збудженням постійним струмом, вал якого ні з чим не з'єднаний, а вільно обертається. Його метою є не перетворення електричної енергії в механічну або навпаки, а регулювання умов в мережі передачі електроенергії змінного струму. Його поле контролюється регулятором напруги, який генерує або поглинає реактивну потужність за потреби, регулюючи напругу мережі або покращуючи коефіцієнт потужності. Установка та експлуатація синхронного компенсатора ідентичні великим електродвигунам та генераторам. (Деякі генератори насправді розроблені для роботи як синхронні компенсатори з відключеним первинним двигуном).
Збільшення збудження поля пристрою призводить до вироблення ним реактивної потужності (виміряної в одиницях ВАР) у системі. Його головна перевага полягає в легкості, з якою можна регулювати величину корекції.
Синхронні компенсатори є альтернативою конденсаторним батареям та статичним компенсаторам реактивної потужності для корекції коефіцієнта потужності в електричних мережах. Одна з переваг полягає в тому, що величину реактивної потужності синхронного компенсатора можна плавно регулювати. Реактивна потужність конденсаторної батареї зменшується зі зменшенням напруги мережі, тоді як реактивна потужність синхронного компенсатора суттєво зростає зі зменшенням напруги. Крім того, синхронні компенсатори більш стійкі до коливань потужності та сильних падінь напруги. Однак, синхронні машини мають більші втрати енергії, ніж статичні конденсаторні батареї.
Більшість синхронних компенсаторів, підключених до електричних мереж, мають потужність від 20 МВАР (мегавар) та 200 МВАР та багато з них охолоджуються воднем. Небезпека вибуху відсутня, якщо концентрація водню підтримується вище 70 %, зазвичай вище 91 %.
Синхронні компенсатори також допомагають стабілізувати мережі. Інерційний відгук машини може допомогти стабілізувати енергосистему під час швидких коливань навантажень, таких як в електродугових печах. Крім того, їхня індуктивність та висока миттєва потужність можуть допомогти вимикачам усунути несправності, спричинені короткими замиканнями. З цих причин великі установки синхронних компенсаторів іноді використовуються разом з інверторними технологіями інверторними технологіями. Синхронні компенсатори знаходять застосування для полегшення перемикання між енергетичними мережами та поряд із високовольтними перетворювальними станціями постійного струму, а також для забезпечення стабілізації енергомережі, оскільки турбінні генератори замінюються сонячною та вітровою енергією.

## Теорія

для синхронної машини. Синхронний компнсатор працює майже з нульовою активною потужністю (нижня крива). Коли машина переходить з недозбудженого стану в перезбуджений, її статорний струм проходить через мінімум.

Обертова котушка у магнітному полі прагне створювати синусоїдальну напругу. При підключенні до електричного кола протікатиме певний струм залежно від того, наскільки напруга в системі відрізняється від напруги розімкнутого кола. Зверніть увагу, що механічний крутний момент (створюваний двигуном, споживаний генератором) відповідає лише реальній потужності. Реактивна потужність не призводить до виникнення крутного моменту.
Зі збільшенням механічного навантаження на синхронний двигун струм статора {\displaystyle I_{a}} зростає незалежно від поля збудження. Для двигунів як з недостатнім збудженням, так і з перезбудженням коефіцієнт потужності (pf) має тенденцію наближатися до одиниці зі збільшенням механічного навантаження. Ця зміна коефіцієнта потужності більша, ніж зміна {\displaystyle I_{a}} зі збільшенням навантаження.
Фаза струму якоря змінюється залежно від поля збудження. Струм має більші значення для нижчих і вищих значень збудження. Між ними струм має мінімальне значення, що відповідає певному збудженню (див. графік праворуч). Варіації {\displaystyle I} зі збудженням відомі як 𝑉
-криві через їхню форму.
Для однакового механічного навантаження струм якоря змінюється залежно від поля збудження в широкому діапазоні, що призводить до відповідної зміни коефіцієнта потужності. При перезбудженні двигун працює з випереджальним коефіцієнтом потужності (і подає реактивну потужність напруги в мережу), а при недозбудженні — з відстаючим коефіцієнтом потужності (і поглинає реактивну потужність з мережі). Між ними коефіцієнт потужності дорівнює одиниці. Мінімальний струм якоря відповідає коефіцієнту потужності точки одиниці (напруга та струм синфазні).
Як і в синхронному двигуні, статор машини підключений до трифазного джерела напруги {\displaystyle V_{s}} (вважається постійною), і це створює обертове магнітне поле всередині машини. Аналогічно, ротор збуджується постійним струмом {\displaystyle I_{e}} щоб діяти як електромагніт. У нормальному режимі роботи магніт ротора слідує за полем статора з синхронною швидкістю. Обертовий електромагніт індукує трифазну напругу {\displaystyle V_{g}} в обмотках статора, ніби машина була синхронним генератором. Якщо машина вважається ідеальною, без механічних, магнітних чи електричних втрат, її еквівалентною схемою буде генератор змінного струму, послідовно з'єднаний з індуктивністю обмотки {\displaystyle L} статора. Величина {\displaystyle V_{g}} залежить від струму збудження{\displaystyle I_{e}} і швидкості обертання, а оскільки остання фіксована, {\displaystyle V_{g}} залежить лише від {\displaystyle I_{e}}. Якщо {\displaystyle I_{e}}критично налаштовується на значення {\displaystyle I_{\text{e0}}}, {\displaystyle V_{g}} буде рівним і протилежним до {\displaystyle V_{s}}, і струм у статорі {\displaystyle I_{s}} буде рівним нулю. Це відповідає мінімуму на кривій, показаній вище. Однак, якщо, {\displaystyle I_{e}} збільшується вище {\displaystyle I_{\text{e0}}}, {\displaystyle V_{g}} перевищить {\displaystyle V_{s}}, а різниця пояснюється напругою {\displaystyle V_{1}} що з'являються на індуктивності статора {\displaystyle L}: {\displaystyle V_{L}=I_{s}X_{L}} де {\displaystyle X_{L}} — реактивний опір статора. Тепер струм статора {\displaystyle I_{s}} більше не дорівнює нулю. Оскільки машина ідеальна, {\displaystyle V_{g}}, {\displaystyle V_{L}} і {\displaystyle V_{s}} будуть синхронні, і {\displaystyle I_{s}} буде повністю реактивним (тобто у фазній квадратурі). З боку виводів живлення машини, негативний реактивний струм витікатиме з виводів, і тому машина виглядатиме як конденсатор, величина реактивного опору якого зменшуватиметься як {\displaystyle I_{r}} збільшується вище {\displaystyle I_{\text{s0}}}. Якщо {\displaystyle I_{e}} скориговано, щоб бути меншим за {\displaystyle I_{\text{e0}}}, {\displaystyle V_{s}} перевищить {\displaystyle V_{g}}, і в машину потече позитивний реактивний струм. Машина тоді виглядатиме як індуктор, реактивний опір якого падає як {\displaystyle I_{e}} ще більше зменшується. Ці умови відповідають двом висхідним плечам V-подібних кривих (вище). У практичній машині з втратами еквівалентна схема міститиме резистор, паралельно до висновків, для представлення механічних та магнітних втрат, та інший резистор, послідовно з генератором та L, що представляє втрати міді в статорі. Таким чином, у практичній машині {\displaystyle I_{s}} міститиме невелику синфазну складову і не впаде до нуля.

## Застосування
Перезбуджений синхронний двигун має випереджаючий коефіцієнт потужності. Це робить його корисним для корекції коефіцієнта потужності промислових навантажень. Як трансформатори, так і асинхронні двигуни споживають з лінії струм, що відстає по фазі від напруги. При малих навантаженнях потужність, що споживається асинхронними двигунами, має велику реактивну складову, а коефіцієнт потужності низький. Додатковий струм, що протікає для подачі реактивної потужності, створює додаткові втрати в енергосистемі. На промисловому підприємстві синхронні двигуни можуть використовуватися для постачання частини реактивної потужності, необхідної асинхронним двигунам. Це покращує коефіцієнт потужності установки та зменшує реактивний струм, необхідний від мережі.
Синхронний компенсатор забезпечує безступінчасту автоматичну корекцію коефіцієнта потужності з можливістю виробляти до 150 % додаткової реактивної потужності. Система не створює перехідних процесів перемикання та не піддається впливу системних електричних гармонік (деякі гармоніки можуть навіть поглинатися синхронними компенсаторами). Вони не створюватимуть надмірних рівнів напруги та не схильні до електричного резонансу. Через інерцію обертання синхронного компенсатора, він може забезпечувати обмежену підтримку напруги під час дуже коротких падінь потужності.
Обертові синхронні компенсатори були введені в експлуатацію в 1930-х роках і були поширеними в 1950-х роках, але через високу вартість зрештою були витіснені статичними компенсаторами реактивної потужності. Вони залишаються альтернативою (або доповненням) до конденсаторів для корекції коефіцієнта потужності через проблеми, що виникають з гармоніками, що спричиняють перегрів конденсаторів та катастрофічні виходи з ладу. Синхронні компенсатори також корисні для підтримки рівнів напруги. Реактивна потужність, що виробляється конденсаторною батареєю, прямо пропорційна квадрату напруги на її клемах, і якщо напруга системи зменшується, конденсатори виробляють менше реактивної потужності, коли вона найбільше потрібна, тоді як якщо напруга системи зростає, конденсатори виробляють більше реактивної потужності, що посилює проблему. На відміну від цього, при постійному полі, синхронний компенсатор природним чином подає більше реактивної потужності на низьку напругу та поглинає більше реактивної потужності від високої напруги, до того ж полем можна керувати. Ця реактивна потужність покращує регулювання напруги в таких ситуаціях, як запуск великих двигунів або коли енергія повинна долати великі відстані від місця її генерації до місця її використання, як у випадку з передачею електроенергії з одного географічного регіону до іншого в межах взаємопов'язаних електроенергетичних систем.
Порівняно з статичним синхронним компенсатором реактивної потужності, синхронний компенсатор має кілька переваг:
- обертальна інерція дозволяє йому подолати(інші мови) умову короткого замикання;
- реактивна потужність не залежить від напруги мережі;
- він відносно нечутливий до перевантажень і зазвичай може працювати протягом півгодини на 110—120 % потужності та короткочасно видавати до 200 % номінальної реактивної потужності.

Синхронні компенсатори також можуть називатися системами динамічної корекції коефіцієнта потужності. Ці машини можуть виявитися дуже ефективними, якщо використовувати вдосконалені засоби керування. Контролер на базі ПЛК з контролером коефіцієнта потужності та регулятором дозволить налаштувати систему на відповідність заданому коефіцієнту потужності або на вироблення заданої кількості реактивної потужності.
В електроенергетичних системах синхронні компенсатори можуть використовуватися для регулювання напруги на довгих лініях електропередачі, особливо для ліній з відносно високим співвідношенням індуктивного опору до активного опору.
Окрім спеціально побудованих установок, існуючі парові або газові турбіни можуть бути модернізовані для використання як синхронні компенсатори. У цій ситуації турбіну можна модернізувати доповнити допоміжним пусковим двигуном, використовувати існуючий генератор як електричний засіб запуску, або синхронну самоперемикаючу муфту з існуючою турбіною/джерелом палива. Зазвичай для запуску рекомендується використовувати окремий стартер замість існуючого генератора, оскільки вал/муфта генератора зазвичай не витримують крутних моментів, що діють на них під час запуску. Використовуючи виключно електричні методи запуску, синхронізатор покладається на стартер для забезпечення початкового запуску, а генератор або допоміжний двигун забезпечують систему необхідною інерцією обертання для вироблення реактивної потужності. Завдяки модернізації зчеплення з використанням синхронної самоперемикаючої муфти, існуюча турбогоенераторна установка значною мірою використовується повторно. Тут турбіна використовує існуюче джерело палива для запуску та синхронізації з мережею, саме тоді муфта SSS роз'єднує турбіну та генератор. Таким чином, генератор використовує енергію мережі для постійного обертання, забезпечуючи випереджуючу або відстаючу реактивну потужність за потреби. Кожна схема має свої переваги та недоліки: системи, що використовують лише електропривод, не потребують підведення енергії від старих турбін, тоді як стара система генерації, як правило, вироблятиме більше викидів, ніж новіша, що використовує той самий тип палива, тоді як система, що працює на згорянні, матиме можливість чергувати генерацію активної та реактивної потужності за потреби.

## Галерея
|                                    |
| Вид синхронного компенсатора збоку |

|                                      |
| Вид синхронного компенсатора спереду |

|                                                                   |
| Розріз, що показує внутрішню конструкцію синхронного компенсатора |

|                                                                              |
| Інформаційна табличка з технічними характеристиками синхронного компенсатора |

## Нотатки
1. 1 2 3  Weedy та ін., 2012, с. 173—174.
2. 1 2 3 4 5  Kundur, 1994, с. 638.
3. 1 2 3  Fairley, Peter (24 липня 2015). Zombie Coal Plants Reanimated to Stabilize the Grid. IEEE Spectrum. IEEE. Процитовано 13 листопада 2023.
4. ↑  Synchronous Condenser | AC Motors | Electronics Textbook.
5. ↑  Fairley, Peter (13 листопада 2023). To Free The Baltic Grid, Old Technology Is New Again. IEEE Spectrum. IEEE. Процитовано 13 листопада 2023.
6. ↑  GE synchronous condensers – 100 years on. Modern Power Systems. 12 лютого 2020. Процитовано 13 листопада 2023.
7. ↑  What is Power Factor? (PDF).
8. ↑  Donald Fink, Wayne Beaty (ed) Standard Handbook for Electrical Engineers Eleventh Edition, Mc Graw Hill, 1978, ISBN 0-07-020974-X, page 14-33
9. ↑  POWER (1 вересня 2020). Putting Idle Turbine Generators to Work. POWER Magazine (амер.). Процитовано 13 січня 2023.
10. ↑  Directors, Clarion Energy Content (1 жовтня 2011). Converting Existing Synchronous Generators into Synchronous Condensers. Power Engineering (амер.). Процитовано 13 січня 2023.